# U-166 (tàu ngầm Đức) (1941)
U-166 là một tàu ngầm tấn công  Lớp Type IX thuộc phân lớp Type IXC được Hải quân Đức Quốc Xã chế tạo trong Chiến tranh Thế giới thứ hai. Nhập biên chế năm 1942, nó chỉ thực hiện được hai chuyến tuần tra và đánh chìm được bốn tàu buôn với tổng tải trọng 7.593 GRT. Trong chuyến tuần tra cuối cùng, U-166 bị tàu săn ngầm USS PC-566 của Hải quân Hoa Kỳ thả mìn sâu đánh chìm trong vịnh Mexico về phía Đông Nam New Orleans vào ngày 30 tháng 7, 1942.

## Thiết kế và chế tạo

### Thiết kế
Thiết kế của tàu ngầm Type IXC có kích thước hơi nhỉnh hơn so với phân lớp Type IXB dẫn trước. Chúng có trọng lượng choán nước 1.120 t (1.100 tấn Anh) khi nổi và 1.232 t (1.213 tấn Anh) khi lặn. Con tàu có chiều dài chung 76,76 m (251 ft 10 in), lớp vỏ trong chịu áp lực dài 58,75 m (192 ft 9 in), mạn tàu rộng 6,76 m (22 ft 2 in), chiều cao 9,60 m (31 ft 6 in) và mớn nước 4,70 m (15 ft 5 in).
Chúng trang bị hai động cơ diesel MAN M 9 V 40/46 siêu tăng áp 9-xy lanh 4 thì, tổng công suất 4.400 PS (3.200 kW; 4.300 bhp), dẫn động hai trục chân vịt đường kính 1,92 m (6,3 ft), cho phép đạt tốc độ tối đa 18,3 kn (33,9 km/h), và tầm hoạt động tối đa 13.450 nmi (24.910 km) khi đi tốc độ đường trường 10 kn (19 km/h). Khi đi ngầm dưới nước, chúng sử dụng hai động cơ/máy phát điện Siemens-Schuckert 2 GU 345/34 tổng công suất 1.000 PS (740 kW; 990 shp). Tốc độ tối đa khi lặn là 7,3 kn (13,5 km/h), và tầm hoạt động 63 nmi (117 km) ở tốc độ 4 kn (7,4 km/h). Con tàu có khả năng lặn sâu đến 230 m (750 ft).
Vũ khí trang bị có sáu ống phóng ngư lôi 53,3 cm (21 in), bao gồm bốn ống trước mũi và hai ống phía đuôi, và mang theo tổng cộng 22 quả ngư lôi 53,3 cm (21 in). Tàu ngầm Type IX trang bị một hải pháo 10,5 cm (4,1 in) SK C/32 với 110 quả đạn, một pháo phòng không 3,7 cm (1,5 in) SK C/30 và hai pháo phòng không 2 cm (0,79 in) C/30. Thủy thủ đoàn bao gồm 4 sĩ quan và 44 thủy thủ.

### Chế tạo
U-166 được đặt hàng vào ngày 25 tháng 9, 1939, và được đặt lườn tại xưởng tàu Seebeck của hãng DeSchiMAG ở Bremerhaven vào ngày 6 tháng 12, 1940. Nó được hạ thủy vào ngày 1 tháng 11, 1941, và nhập biên chế cùng Hải quân Đức Quốc Xã vào ngày 23 tháng 3, 1942 dưới quyền chỉ huy của Hạm trưởng, Trung úy Hải quân Hans-Günther Kuhlmann.

## Lịch sử hoạt động
Sau khi hoàn tất việc chạy thử máy và huấn luyện trong thành phần Chi hạm đội U-boat 4, U-166 được điều sang Chi hạm đội U-boat 10 từ ngày 1 tháng 6, 1942 để hoạt động trên tuyến đầu cho đến khi bị mất.

### Chuyến tuần tra thứ nhất
Sau khi di chuyển từ cảng Kiel, Đức đến cảng Kristiansand, Na Uy vào cuối tháng 5, 1942, U-166 xuất phát từ đây vào ngày 1 tháng 6 cho chuyến tuần tra đầu tiên trong chiến tranh. Nó tiến ra Bắc Hải, rồi băng qua khe GI-UK giữa Iceland và quần đảo Faroe để vòng qua quần đảo Anh, và hoạt động trong vùng biển Đại Tây Dương về phía Tây Ireland (Khu vực Tiếp cận phía Tây). Chiếc U-boat không đánh chìm được mục tiêu nào, nên kết thúc chuyến tuần tra khi khi đi đến cảng Lorient bên bờ Đại Tây Dương của Pháp đã bị Đức chiếm đóng vào ngày 10 tháng 6.

### Chuyến tuần tra thứ hai – Bị mất
U-166 khởi hành từ Lorient vào ngày 17 tháng 6 cho chuyến tuần tra thứ hai, cũng là chuyến cuối cùng; nó băng qua suốt Đại Tây Dương để hoạt động tại vùng biển phía Đông Nam Hoa Kỳ và vùng biển Caribe. Vào ngày 11 tháng 7, nó đã đánh chìm chiếc thuyền buồm Dominica Carmen 84 GRT bằng hải pháo ở vị trí khoảng 8 nmi (15 km) về phía Đông Bắc Gaspar Hernández, Dominica. Chỉ hai ngày sau đó 13 tháng 7, nó đánh chìm chiếc tàu buôn Hoa Kỳ Oneida 2.309 GRT ở vị trí khoảng 2 nmi (3,7 km) về phía Bắc mũi Maisí, Cuba. Đến ngày 16 tháng 7, chiếc tàu ngầm đã chặn bắt chiếc thuyền đánh cá Hoa Kỳ Gertrude 16 GRT, rồi đánh chìm bằng hải pháo ở vị trí khoảng 30 nmi (56 km) về phía Đông Bắc La Habana, Cuba.
U-166 sau đó xâm nhập vào vịnh Mexico, và đến ngày 30 tháng 7 đã phóng ngư lôi đánh chìm chiếc tàu biển chở hành khách Hoa Kỳ Robert E. Lee, vốn bị tách rời khỏi Đoàn tàu TAW-7, ở vị trí cách cửa sông Mississippi 45 nmi (83 km) về phía Nam. Ngay sau đó, tàu săn ngầm USS PC-566 thuộc thành phần hộ tống cho Đoàn tàu TAW-7 của Hải quân Hoa Kỳ đã phát hiện kính tiềm vọng của U-166 nên thả mìn sâu phản công, nhìn thấy một vệ dầu loang lớn nên tin rằng đã đánh chìm được tàu đối phương. Tuy nhiên khi PC-566 quay trở về cảng cùng những người sống sót của Robert E. Lee, giới chức Hải quân Hoa Kỳ đã không tin vào báo cáo của Thiếu tá Hải quân Herbert G. Claudius, Hạm trưởng PC-566, viện dẫn Thiếu tá Claudius chưa từng được huấn luyện chống tàu ngầm, và nghi ngờ chiến tuật tấn công mà PC-566 áp dụng. Thiếu tá Claudius bị cách chức hạm trưởng đồng thời không đảm nhận những chức vụ chỉ huy trên biển.
Cùng trong ngày 30 tháng 7, một thủy phi cơ J4F-1 Widgeon của Tuần duyên Hoa Kỳ phát hiện một tàu U-boat ở vị trí khoảng 100 mi (160 km) ngoài khơi bờ biển Houma, Louisiana. Chiếc Widgeon đã tấn công và dường như đã đánh chìm được mục tiêu tại tọa độ 28°37′B 90°45′T / 28,617°B 90,75°T. Do U-166 được báo cáo đã mất tích từ ngày 30 tháng 7, trùng hợp với cuộc tấn công của máy bay tuần duyên nhắm vào một tàu U-boat tại khu vực, nên đội bay chiếc Widgeon được ghi công đã đánh chìm U-166, với tổn thất toàn bộ 52 thành viên thủy thủ đoàn, và hai thành viên đội bay đã được tặng thưởng huân chương.

### Tóm tắt chiến công
U-166 đã đánh chìm được tám tàu buôn tổng tải trọng 43.945 GRT và hai tàu chiến tổng tải trọng 22.947 tấn, đồng thời gây hư hại cho ba tàu buôn khác:
| Ngày             | Tên tàu       | Quốc tịch          | Tải trọng | Số phận      |
| ---------------- | ------------- | ------------------ | --------- | ------------ |
| 11 tháng 7, 1942 | Carmen        | Dominican Republic | 84        | Bị đánh chìm |
| 13 tháng 7, 1942 | Oneida        | United States      | 2.309     | Bị đánh chìm |
| 16 tháng 7, 1942 | Gertrude      | United States      | 16        | Bị đánh chìm |
| 30 tháng 7, 1942 | Robert E. Lee | United States      | 5.184     | Bị đánh chìm |

## Khám phá xác tàu đắm
Vào năm 2001, trong khi nghiên cứu khảo cổ đáy biển nhằm chuẩn bị cho việc xây dựng một đường ống dẫn khí thiên nhiên, xác tàu đắm của Robert E. Lee được phát hiện ở độ sâu 5.000 ft (1.500 m), đồng thời xác của U-166 cũng được tìm thấy cách mục tiêu nó tấn công gần hai dặm. Khảo sát qua sonar do các nhà khảo cổ đại dương Robert A. Church và Daniel J. Warren tiến hành cho thấy U-166 bị vỡ làm đôi cách nhau 500 ft (150 m) trong một khu vực rải rác nhiều mảnh vỡ nhỏ. Các hãng khai thác dầu khí bên ngoài thềm lục địa trong vịnh Mexico được yêu cầu cung cấp dữ liệu sonar tại các khu vực khảo cổ tiềm năng, và các hãng BP và Shell đã tài trợ các hoạt động khảo sát bổ sung và ghi lại được những hình ảnh chi tiết, bao gồm khẩu hải pháo trên boong tàu phía sau tháp chỉ huy.
Chuyên gia Charles C. J. Christ, ở Houma, Louisiana, là người đã bỏ ra nhiều năm vào việc tìm kiếm U-166 và đã tham gia xác định chiếc U-boat. Địa điểm xác tàu đắm của U-166, tại tọa độ 28°41′B 88°42′T / 28,683°B 88,7°T, được xem là một nghĩa trang chiến tranh do thi thể của 52 thành viên thủy thủ đoàn trong tàu, và được bảo vệ cấm mọi sự xâm phạm trong tương lai.
Nhà nghiên cứu Robert Ballard thuộc Hội Địa lý Quốc gia (Hoa Kỳ) đã thám hiểm và lập bản đồ xác tàu đắm bằng thiết bị lặn điều khiển từ xa vào mùa Hè năm 2014. Phần mũi chiếc tàu ngầm bị tách rời khỏi thân tàu, nằm dưới đáy biển cách phần còn lại 100 ft (0,030 km). Phần mũi đã bị phá hủy, rõ ràng do mìn sâu kích nổ trực tiếp khi đánh trúng sàn phía trước chiếc U-boat, và gây ra vụ nổ bên trong bởi ngư lôi của chính chiếc tàu ngầm, khiến mũi tàu bị tách rời. Đây là một trong vài trường hợp hiếm hoi khi tàu ngầm bị phá hủy bởi mìn sâu kích nổ do tiếp xúc trực tiếp, vì chiến thuật tấn công bằng mìn sâu thường dựa trên các vụ nổ gần tàu ngầm nhằm gây chấn động thủy lực để gây hỏng lườn tàu áp lực.
Trong suốt hơn nữa thế kỷ, thành tích đánh chìm U-166 được ghi nhận cho đội bay một thủy phi cơ Grumman G-44 Widgeon của Tuần duyên Hoa Kỳ, nhưng vị trí của xác chiếc U-boat cách không xa chiếc Robert E. Lee rõ ràng xác nhận nó bị đánh chìm bởi USS PC-566. Vào ngày 16 tháng 12, 2014, Bộ trưởng Hải quân (Hoa Kỳ) Ray Mabus đã truy tặng cho Đại tá Hải quân Herbert G. Claudius, nguyên hạm trưởng PC-566, Huân chương Legion of Merit (Huân chương Quân Công) vì đã anh dũng trong chiến đấu và ghi nhận thành tích đánh chìm chiếc U-boat. Ông nói: "Sau bảy mươi năm, giờ đây chúng ta biết báo cáo tác chiến [của Claudius] là hoàn toàn chính xác, [tàu của Claudius] đã đánh chìm chiếc U-boat đó, và không bao giờ là quá trễ để sửa chữa sai sót."
Kết quả nghiên cứu được công bố vào in tháng 2, 2019 cho biết xác tàu đắm của U-166 bị hư hại nặng do sự cố tràn dầu năm 2010.